# Lac Robineau
Pour les articles homonymes, voir Robineau.
Le lac Robineau est plan d'eau douce du bassin versant de la rivière Rupert, situé dans Eeyou Istchee Baie-James (municipalité), dans la région administrative du Nord-du-Québec, dans la province de Québec, au Canada.
Ce plan d'eau fait partie de la réserve faunique Assinica. Les zones environnantes sont propices à la chasse et à la pêche. La foresterie constitue la principale activité économique du secteur ; les activités récréotouristiques en second.
Le bassin versant du lac Robineau est desservi par quelques routes forestières pour la foresterie et les activités récréotouristiques. Ces routes se connectent du côté Sud-Ouest à une route principale (sens nord-sud) menant vers le sud à Chibougamau ; cette route remonte vers le nord en passant à l'ouest du lac Cachisca, enjambant la rivière Broadback et passe à l'ouest du lac Pétrée et lac Péricard.
La surface du lac Robineau est habituellement gelée de la fin octobre au début mai, toutefois la circulation sécuritaire sur la glace se fait généralement de la mi-novembre à la fin d'avril.

## Géographie
Les principaux bassins versants voisins du lac Robineau sont :
- côté nord : Petite lac Loon, lac Montmort, lac Potel, lac Courseron, lac de la Passe, lac Canotaicane, lac de l'Hirondelle (rivière Natastan), lac Cocomenhani, rivière Rupert, rivière Natastan ;
- côté est : lac Coné, lac Troilus, lac Testard (rivière Broadback), lac la Fourche, lac De L'Épervanche, rivière De Maurès, lac Larabel, lac Savignac, lac Bueil, rivière De Maurès ;
- côté sud : lac Coné, rivière Châtillon, lac Catherine, lac Revercourt, lac La Saigne, rivière Broadback ;
- côté ouest : lac Monbaudry, lac Péricard, lac Béchereau.

Situé à l'ouest du lac Mistassini, le lac Robineau comporte une superficie de 19,82 km2. Ce lac comporte une longueur de 11,6 km, une largeur maximale de 4,0 km et une altitude de 349 m.
Le lac Robineau comporte une bande de terre qui traverse la partie sud du lac vers le sud-ouest sous forme d'une chaine d'îles et de presqu'îles. Les rives (surtout à l'est) comportent des zones de marais.
L'embouchure du lac Robineau est localisée au fond d'une baie au nord-est du lac, soit à :
- 30,0 km au sud-ouest de l'embouchure du lac Canotaicane ;
- 73,8 km à l'ouest du lac Mistassini ;
- 87,8 km au sud-ouest de l'embouchure du lac Mistassini qui constitue la tête de la rivière Rupert ;
- 96,6 km au nord-ouest du centre du village de Mistissini (municipalité de village cri) ;
- 127,9 km au nord-ouest du centre-ville de Chibougamau ;
- 137,2 km au nord-est de l'embouchure du lac Evans ;
- 281,4 km au nord-est de la confluence de la rivière Broadback et de la baie de Rupert[1].

## Toponymie
Le terme « Robineau » constitue un patronyme d'origine française.
Le toponyme "lac Robineau" a été officialisé le 5 décembre 1968 par la Commission de toponymie du Québec, soit à la création de la commission.